# Anni Steuerová
Anni Steuerová, později Ludewigová (12. února 1913 – 90. léta 20. století), byla německá atletka, která startovala hlavně na 80 metrů překážek. Na letní Olympiádě v roce 1936 v německém Berlíně získala stříbrnou medaili. Její čas ve finále byl 11,7 sekundy (elektronicky 11,809 sekundy). Steuerová se narodila v Metách, který byl v době narození součástí Německa; po první světové válce se Mety staly součástí Francie.